# Jorge Socías
Jorge Luis Alberto Socías Tuset (ur. 26 października 1951 w Santiago) – piłkarz chilijski grający podczas kariery na pozycji pomocnika.

## Kariera klubowa
Karierę piłkarską Jorge Socías rozpoczął w stołecznym Universidad de Chile w 1971. Z Universidad de Chile dwukrotnie zdobył Puchar Chile w 1979. Ogółem w barwach „La U” rozegrał 318 meczów, w których zdobył 79 bramek. Drugim i ostatnim klubem w jego karierze był Unión San Felipe, w którym występował latach 1984-1985.

## Kariera reprezentacyjna
W reprezentacji Chile Socías zadebiutował 24 kwietnia 1974 w wygranym 1-0 towarzyskim spotkaniu z Haiti.
W 1974 roku po raz drugi został powołany przez selekcjonera Luisa Álamosa do kadry na Mistrzostwa Świata w RFN. Na Mundialu Socías wystąpił w meczu z NRD. Ostatni raz w reprezentacji wystąpił 24 czerwca 1980 w przegranym 1-2 towarzyskim meczu z Brazylią. Od 1974 do 1980 roku rozegrał w kadrze narodowej 4 spotkaniach.

## Kariera trenerska
Po zakończeniu piłkarskiej kariery Socías został trenerem. Pracę trenerską rozpoczął w drugoligowym Deportes Puerto Montt w 1987. W latach 1994–1995 prowadził Universidad de Chile, z którym dwukrotnie zdobył mistrzostwo Chile. Potem prowadził m.in. CD O’Higgins, Santiago Wanderers, Cobresal, Everton Viña del Mar(awans do pierwszej ligi), Cobreloę, ponownie Universidad de Chile. W 2012 trenował drugoligowy Curicó Unido.